# 大铭乡
大铭乡，是中华人民共和国福建省泉州市德化县下辖的一个乡镇级行政单位。

## 行政区划
大铭乡下辖以下地区：
大铭村、联春村、金黄村、上徐村、琼英村、琼山村和琼溪村。